# Giardino Garibaldi

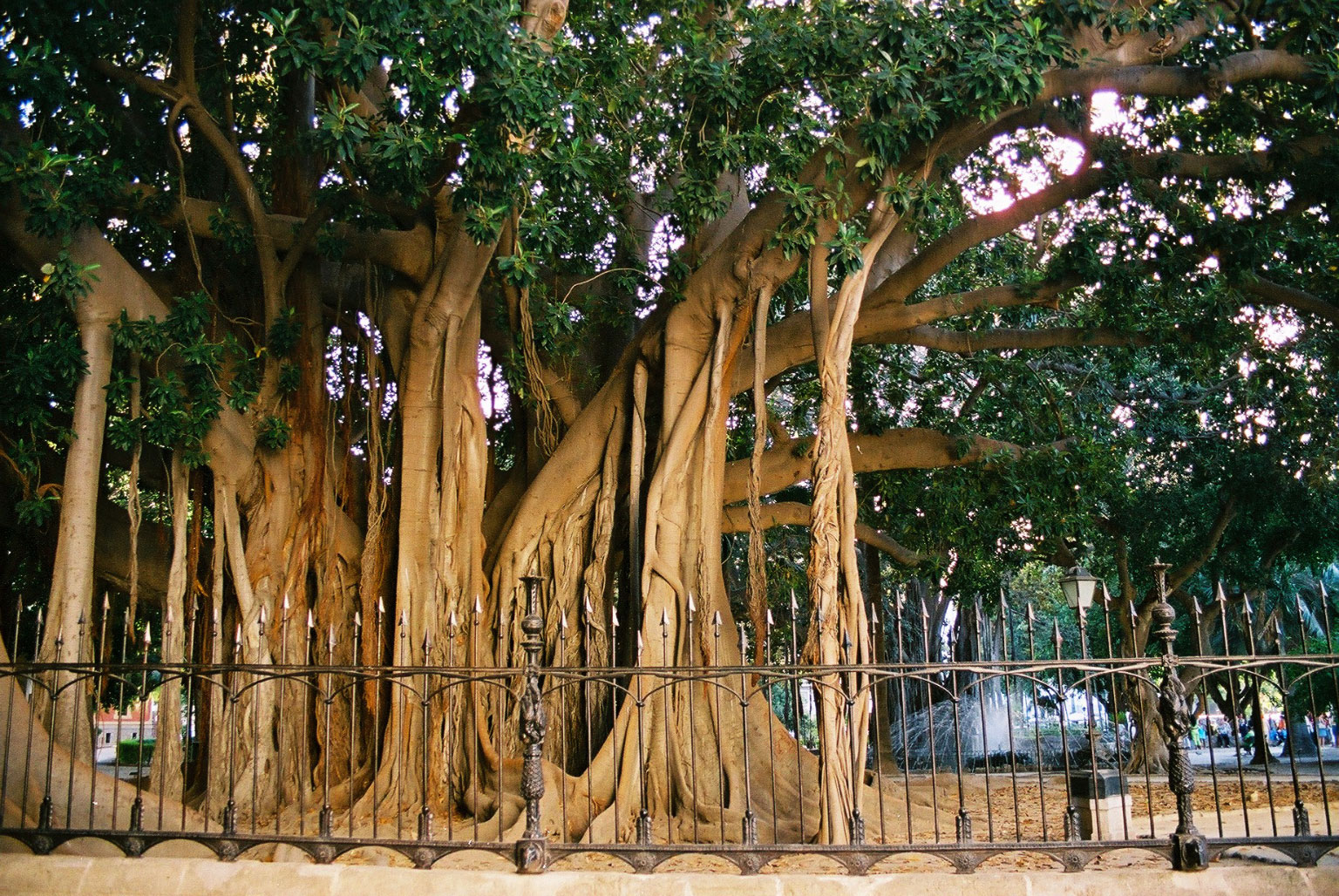
Ficus magnolioides im Giardino Garibaldi

Der Giardino Garibaldi, auch Villa Garibaldi genannt, ist eine Parkanlage in Palermo. Sie liegt auf der Piazza Marina.
Die Anlage wurde 1863 von dem Architekten Giovanni Battista Filippo Basile entworfen. Sie ist mit einem schmiedeeisernen Gitter umzäunt. Gegenüber dem Palazzo Chiaramonte stehen im Park zwei beeindruckende Exemplare des Ficus magnolioides.
Im Giardino Garibaldi fand der erste Polizistenmord der Mafia in Palermo statt.